# Vierschansentoernooi 2010
Het Vierschansentoernooi 2010 was de 58e editie van het schansspringtoernooi dat traditioneel rond de jaarwisseling wordt georganiseerd. Het toernooi ging van start op 28 december 2009 met de kwalificatie in Oberstdorf en eindigde op 6 januari 2010 met de afsluitende wedstrijd in Bischofshofen. De schansspringer die over de vier wedstrijden de meeste punten verzamelde, is de winnaar van het Vierschansentoernooi. Alle wedstrijden telden ook mee voor de individuele wereldbeker.
Het toernooi werd gewonnen door de Oostenrijker Andreas Kofler die zijn landgenoot Wolfgang Loitzl opvolgde, Loitzl won vorig jaar drie van de vier wedstrijden won.

## Programma
| Datum                 | Uur         | Plaats                 | Schans                              | Schansrecord | Detail       |
| --------------------- | ----------- | ---------------------- | ----------------------------------- | ------------ | ------------ |
| 28/12/2009            | 16.30       | Oberstdorf             | Schattenbergschanze (HS 137)        | 143,5 m      | Kwalificatie |
| 29/12/2009            | 16.30       | Oberstdorf             | Schattenbergschanze (HS 137)        | 143,5 m      | Wedstrijd    |
|                       |             |                        |                                     |              |              |
| 31/12/2009            | 13.45       | Garmisch-Partenkirchen | Große Olympiaschanze (HS 140)       | 141 m        | Kwalificatie |
| 01/01/2010            | 14.00       | Garmisch-Partenkirchen | Große Olympiaschanze (HS 140)       | 141 m        | Wedstrijd    |
|                       |             |                        |                                     |              |              |
| 02/01/2010 03/01/2009 | 13.45 12.00 | Innsbruck              | Bergiselschanze (HS 130)            | 134,5 m      | Kwalificatie |
| 03/01/2010            | 13.45       | Innsbruck              | Bergiselschanze (HS 130)            | 134,5 m      | Wedstrijd    |
|                       |             |                        |                                     |              |              |
| 05/01/2010            | 16.30       | Bischofshofen          | Paul-Ausserleitner-Schanze (HS 140) | 143 m        | Kwalificatie |
| 06/01/2010            | 16.30       | Bischofshofen          | Paul-Ausserleitner-Schanze (HS 140) | 143 m        | Wedstrijd    |

## Resultaten

### Oberstdorf

#### Uitslag en stand na 1 wedstrijd
| #   | atleet                | land | punten |
| --- | --------------------- | ---- | ------ |
| 1.  | Andreas Kofler        | AUT  | 265,2  |
| 2.  | Janne Ahonen          | FIN  | 253,3  |
| 3.  | Thomas Morgenstern    | AUT  | 250,3  |
| 4.  | Wolfgang Loitzl       | AUT  | 245,4  |
| 5.  | Simon Ammann          | SUI  | 236,6  |
| 6.  | Lukas Müller          | AUT  | 232,9  |
| 7.  | Jernej Damjan         | SLO  | 230,9  |
| 8.  | Adam Małysz           | POL  | 229,7  |
| 9.  | Gregor Schlierenzauer | AUT  | 228,8  |
| 10. | Martin Koch           | AUT  | 227,5  |
| 10. | Johan Remen Evensen   | NOR  | 227,5  |

### Garmisch-Partenkirchen

#### Uitslag
| #   | atleet                | land | punten |
| --- | --------------------- | ---- | ------ |
| 1.  | Gregor Schlierenzauer | AUT  | 277,7  |
| 2.  | Wolfgang Loitzl       | AUT  | 272,5  |
| 3.  | Simon Ammann          | SUI  | 272,4  |
| 4.  | Andreas Kofler        | AUT  | 271,9  |
| 5.  | Anders Jacobsen       | NOR  | 269,5  |
| 6.  | Janne Ahonen          | FIN  | 259,2  |
| 7.  | Johan Remen Evensen   | NOR  | 259,0  |
| 8.  | Bjørn Einar Romøren   | NOR  | 258,4  |
| 9.  | Thomas Morgenstern    | AUT  | 255,0  |
| 10. | Stefan Thurnbichler   | AUT  | 254,4  |

#### Stand na 2 wedstrijden
| #   | atleet                | land | punten |
| --- | --------------------- | ---- | ------ |
| 1.  | Andreas Kofler        | AUT  | 537,1  |
| 2.  | Wolfgang Loitzl       | AUT  | 517,9  |
| 3.  | Janne Ahonen          | FIN  | 512,5  |
| 4.  | Simon Ammann          | SUI  | 509,0  |
| 5.  | Gregor Schlierenzauer | AUT  | 506,5  |
| 6.  | Thomas Morgenstern    | AUT  | 505,3  |
| 7.  | Johan Remen Evensen   | NOR  | 486,5  |
| 8.  | Adam Małysz           | POL  | 479,1  |
| 9.  | Martin Koch           | AUT  | 476,2  |
| 10. | Pascal Bodmer         | GER  | 470,5  |

### Innsbruck

#### Uitslag
| #   | atleet                | land | punten |
| --- | --------------------- | ---- | ------ |
| 1.  | Gregor Schlierenzauer | AUT  | 251,1  |
| 2.  | Simon Ammann          | SUI  | 237,8  |
| 3.  | Janne Ahonen          | FIN  | 237,4  |
| 4.  | Andreas Kofler        | AUT  | 235,1  |
| 5.  | Anders Jacobsen       | NOR  | 234,3  |
| 6.  | Wolfgang Loitzl       | AUT  | 232,8  |
| 7.  | Adam Małysz           | POL  | 231,7  |
| 8.  | Pascal Bodmer         | GER  | 228,8  |
| 9.  | Noriaki Kasai         | JPN  | 225,2  |
| 10. | Mario Innauer         | AUT  | 223,7  |

#### Stand na 3 wedstrijden
| #   | atleet                | land | punten |
| --- | --------------------- | ---- | ------ |
| 1.  | Andreas Kofler        | AUT  | 772,2  |
| 2.  | Gregor Schlierenzauer | AUT  | 757,6  |
| 3.  | Wolfgang Loitzl       | AUT  | 750,7  |
| 4.  | Janne Ahonen          | FIN  | 749,9  |
| 5.  | Simon Ammann          | SUI  | 746,8  |
| 6.  | Thomas Morgenstern    | AUT  | 722,4  |
| 7.  | Adam Małysz           | POL  | 710,8  |
| 8.  | Pascal Bodmer         | GER  | 699,3  |
| 9.  | Anders Jacobsen       | NOR  | 694,1  |
| 10. | Johan Remen Evensen   | NOR  | 693,9  |

### Bischofshofen

#### Uitslag
| #   | atleet                | land | punten |
| --- | --------------------- | ---- | ------ |
| 1.  | Thomas Morgenstern    | AUT  | 264,7  |
| 2.  | Janne Ahonen          | FIN  | 264,0  |
| 3.  | Simon Ammann          | SUI  | 261,5  |
| 4.  | Wolfgang Loitzl       | AUT  | 260,9  |
| 5.  | Andreas Kofler        | AUT  | 255,0  |
| 6.  | Gregor Schlierenzauer | AUT  | 253,5  |
| 7.  | Dmitri Vasiljev       | RUS  | 250,2  |
| 8.  | Martin Koch           | AUT  | 245,1  |
| 9.  | Pascal Bodmer         | GER  | 236,9  |
| 10. | Anders Jacobsen       | NOR  | 233,4  |

#### Eindstand na 4 wedstrijden
| #   | atleet                | land | punten |
| --- | --------------------- | ---- | ------ |
| 1.  | Andreas Kofler        | AUT  | 1027,2 |
| 2.  | Janne Ahonen          | FIN  | 1013,9 |
| 3.  | Wolfgang Loitzl       | AUT  | 1011,6 |
| 4.  | Gregor Schlierenzauer | AUT  | 1011,1 |
| 5.  | Simon Ammann          | SUI  | 1008,3 |
| 6.  | Thomas Morgenstern    | AUT  | 987,1  |
| 7.  | Pascal Bodmer         | GER  | 936,2  |
| 8.  | Martin Koch           | AUT  | 935,0  |
| 9.  | Adam Małysz           | POL  | 932,9  |
| 10. | Anders Jacobsen       | NOR  | 927,5  |